# Clã Agnew
O Clã Agnew é um clã escocês da região das Terras Baixas do distrito de Dumfries and Galloway, Escócia.
O atual chefe é Sir Crispin Agnew de Lochnaw, 11º Conde.

## Castelos
- O Castelo de Lochnaw foi o local de residência do chefe do clã Agnew.[2]